# Gyöngyösvállú hangyászgébics
A gyöngyösvállú hangyászgébics (Thamnophilus bridgesi) a madarak osztályának verébalakúak (Passeriformes) rendjébe és a hangyászmadárfélék (Thamnophilidae) családjába tartozó faj.

## Rendszerezése
A fajt Philip Lutley Sclater angol ügyvéd és zoológus írta le 1856-ban.

## Előfordulása
Közép-Amerika nyugati részén, Costa Rica és Panama területén honos. Természetes élőhelyei a szubtrópusi vagy trópusi síkvidéki esőerdők és mangroveerdők. Állandó, nem vonuló faj.

## Megjelenése
Testhossza 16 centiméter, testtömeg 26–27 gramm.
|  |

## Életmódja
Elsősorban rovarokkal táplálkozik.

## Természetvédelmi helyzete
Az elterjedési területe kicsi, egyedszáma ugyan csökken, de még nem éri el a kritikus szintet. A Természetvédelmi Világszövetség Vörös listáján nem fenyegetett fajként szerepel.